# Goran Jelisić
Goran Jelisić (Горан Јелисић), född 7 juni 1968 i Bijeljina, Bosnien och Hercegovina, Jugoslavien, är en bosnienserbisk krigsförbrytare. År 1999 dömdes han för krigsförbrytelser och brott mot mänskligheten begångna i koncentrationslägret Luka i Brčko under Bosnienkriget 1992–1995. Straffet blev 40 års fängelse.